# Secopennis slossoni
Secopennis slossoni är en insektsart som beskrevs av Ball 1905. Secopennis slossoni ingår i släktet Secopennis och familjen dvärgstritar. Inga underarter finns listade i Catalogue of Life.